# Граховський район
Гра́ховський район (рос. Граховский район, удм. Грах ёрос) — муніципальний округ в складі Удмуртської Республіки Російської Федерації. Адміністративний центр — село Грахово.

## Географія

Мапа округу

Граховський район розташований на півдні Удмуртії та межує як з іншими округами республіки (Кізнерським — на заході, Можгинським — на півночі, Алнаським — на сході), так і з Татарстаном (Єлабузьким та Менделєєвським районами).
Окружний центр — село Грахово — розташоване за 160 км на південний захід від міста Іжевська, за 65 км на південь від міста Можга, за 45 км на схід від селища Кізнер, де знаходиться найближча залізнична станція, та за 40 км на захід від села Алнаші.
Рельєф території слабкохвилястий, з наявністю невеликих височин та пагорбів, адже він розташований на Можгинській височині. Максимальна висота — 256 м на північному сході, неподалік колишнього села Новотроїцьке. Яскраво виражена поярованість.
Найбільша річка  — Ум'як, що протікає в західній частині та впадає до В'ятки. Притоками Ум'яка в межах округу є річки Адамка та Яга.
Рослинність представлена 4 групами рослин: ліси, луки, поля та чагарники. Ліси розташовані на заході, півночі та сході. Всі лісові масиви є мішаними з переважанням ялини. На заході ялина зростає разом з в'язом, липою (Удмуртський ліс) та березою. На півночі ялинові ліси змішуються з липою та осикою. Тут зростають також сосново-осикові та осиково-березові ліси. На сході поширені ялиново-липові ліси.

## Населення
Населення — 7974 особи (2019; 9354 у 2010, 10879 у 2002).
Граховський район називають унікальною окраїною Удмуртії по національному складу населення. На території округу компактно та змішано проживають росіяни (42,3 %), удмурти (36,6 %), марійці (10,9 %), кряшени (6,1 %) та чуваші (3,3 %).
Національний склад населення станом на 2010 рік:
| Народність                          | Чисельність, осіб (2010) | %     |
| ----------------------------------- | ------------------------ | ----- |
| Росіяни                             | 4056                     | 43,36 |
| Удмурти                             | 3340                     | 35,71 |
| Марійці                             | 960                      | 10,26 |
| Татари                              | 453                      | 4,84  |
| Чуваші                              | 247                      | 2,64  |
| Інші                                | 139                      | 1,49  |
| Особи, що не вказали національність | 159                      | 1,70  |

## Історія
За твердженнями місцевого вченого, доктора філологічних наук М. Г. Атаманова, перші поселення на території округу були удмуртськими. В його «Кратком историко-этимологическом словаре топонимов» є назва гори Каргурезь, височини біля села Стара Ігра, де виявлено городище, яке відноситься до середини та кінця I тисячоліття. Марійські села виникли в середині XVIII. В кінці цього століття та на початку XIX утворились кряшенські поселення. Чуваші прибули в результаті столипінської аграрної реформи на початку XX століття.
Початок заселення росіянами території округу пов'язане із заснуванням Бемизького мідеплавильного заводу в 1756 році, який в 1777 році перейшов у керівництво відставного майора Євграфа Лебедєва. Він створив поміщицьку садибу на пустинних землях, які були даровані йому Катериною II за бойові заслуги в російсько-турецькій війні. Надалі з нижньогородських селян, завезених барином на територію округу, утворилось село Пустош. Інші російські поселення створені переселенцями з Прикам'я, а також з Нолінського, Малмизького та інших повітів В'ятської губернії. Село Грахово було засноване 1813 року переселенцями з села Хлистово Єлабузького повіту В'ятської губернії Граховим Юхимом Йосиповичем та його синами Єгором, Григорієм, Миколаєм, Олександром та Семеном.
До 1917 року на території округу нараховувалось 8 православних храмів. Будівництво першого з них — Христоріздвяної церкви в селі Мещеряково — відноситься до 1759 року. Церковно-парафіяльні школи були відкриті в 1842 році при Граховській та Мещеряковській церквах, училища-школи для чоловічого та жіночого населення — в 1884–1885 роках. Перші відомості про лікарню в селі Грахово відносяться до 1872 року — будівництво земської лікарні здійснював випускник медичного факультету Казанського університету Н. М. Селюгін. Деякі дерев'яні будівлі того часу використовуються і по цей день. Під час епідемії сиплого тифу Селюгін їздив по селам, створюючи тимчасові стаціонари, навчаючи населення методам лікування від цієї хвороби, та смертельно заразився сам. Він похоронений на території Христоріздвяної церкви села Грахово.
Радянська влада була встановлена на території округу в квітні 1918 року, ця подія тісно пов'язана з уродженцем села Каменне Г. С. Борисовим. Навесні 1919 року округ був зайнятий частинами армії Колчака. Білогвардійці розправились з радянськими активістами, про що нагадують братські могили на Козьмодем'янському та Граховському цвинтарях. На основі декрету ВЦВК від 28 липня 1924 року та постанови облплану від 28 березня того ж року до Граховської волості були приєднані поселення Білярської, Новогорської та Староятчинської волостей Можгинського повіту і волость складалась з 6 сільських рад.
В 1924 році на території округу утворились радгосп «Пустошинський» та комуна «Безбожник». Граховський район був утворений 15 липня 1929 року. Спочатку до нього входило 143 населених пункти, об'єднаних в 21 сільську раду. Із складу району частина територія відійшла у зв'язку з утворенням Бемизького (1935) та Кізнерського (1939) районів. В 1929 році з 8 тисяч селянських господарств в колгоспи вступили одиниці, до 1935 року їх вже було 92 %. 29 березня 1933 року в народному домі пройшов перший зліт ударників. В 1935 році на основі постанов об'єднаного засідання Удмуртського обкому ВКП(б) та Президії обвиконкому від 8 січня та ВЦВК Удмуртської АРСР від 9 березня з Граховського району був виділений новий Бемизький район.
В 1937 році депутатом Ради Національностей Верховної Ради СРСР першого скликання був обраний голова колгоспу «Венера» (село Удмурт-Возжай) І. А. Смакулов. В 1938 році у Верховну Раду Удмуртської АРСР від Граховського району були обрані Тарасов Олексій Васильович (Новогорський виборчий округ), Шкляєв Григорій Фролович (Лебедівський виборчий округ) та Олександрова-Тимофієва Агафія Олександрівна (Граховський виборчий округ).
В роки Другої Світової війни Граховський район на фронт відправили 4 252 особи, в тому числі 225 жінок. 1 785 осіб загинуло та пропали безвісти. Коли йшли бойові дії в районі, який знаходився в далекому тилу, готували речі для фронту, допомагали евакуйовувати військових та підприємства. Тільки в листопаді 1941 року для Червоної Армії було зібрано 2 тони шерсті, 375 пар шерстяних рукавиць, 285 пар шкарпеток, 1 210 овчин.
Згідно з указом Президії Верховної Ради РРФСР від 1 лютого 1963 року та Президії Верховної Ради Удмуртської АРСР від 5 березня район був ліквідований, а його територія відійшла до Кізнерського району. Але вже на основі постанови Президії Верховної Ради Удмуртської АРСР від 22 жовтня 1965 року, указів Президії Верховної Ради РРФСР від 3 листопада та Президії Верховної Ради Удмуртської АРСР від 16 листопада Граховський район був знову відновлений.
2021 року Граховський район був перетворений в муніципальний округ зі збереженням старої назви, при цьому були ліквідовані усі сільські поселення:
| Поселення                             | Площа, км² | Населення, осіб (2002) | Населення, осіб (2010) | Населення, осіб (2019) | Центр         | Населені пункти |
| ------------------------------------- | ---------- | ---------------------- | ---------------------- | ---------------------- | ------------- | --------------- |
| Верхньоігринське сільське поселення   | 89,74      | 1232                   | 1138                   | 1006                   | Верхня Ігра   | 5               |
| Граховське сільське поселення         | 9,12       | 3438                   | 3245                   | 3057                   | Грахово       | 1               |
| Каменське сільське поселення          | 58,46      | 766                    | 700                    | 618                    | Каменне       | 4               |
| Котловське сільське поселення         | 262,54     | 635                    | 408                    | 283                    | Котловка      | 5               |
| Лолошур-Возжинське сільське поселення | 129,85     | 1195                   | 972                    | 739                    | Лолошур-Возжі | 7               |
| Новогорське сільське поселення        | 149,81     | 1568                   | 1283                   | 1018                   | Новогорське   | 10              |
| Поримозарічне сільське поселення      | 155,43     | 1272                   | 1075                   | 894                    | Грахово       | 4               |
| Староятчинське сільське поселення     | 112,79     | 773                    | 533                    | 359                    | Старі Ятчі    | 5               |

## Найбільші населені пункти
| №  | Населений пункт     | Населення, осіб (2002) | Населення, осіб (2010) |
| -- | ------------------- | ---------------------- | ---------------------- |
| 1  | Байтуганово         | 247                    | 209                    |
| 2  | Батирево            | 4                      | 0                      |
| 3  | Благодатне          | 246                    | 194                    |
| 4  | Велика Єрикса       | 214                    | 151                    |
| 5  | Великий Шубер       | 14                     | 4                      |
| 6  | Верхній Виселок     | 36                     | 26                     |
| 7  | Верхня Ігра         | 375                    | 364                    |
| 8  | Газек               | 13                     | 6                      |
| 9  | Гаранькіно          | 35                     | 17                     |
| 10 | Горні Юраші         | 31                     | 28                     |
| 11 | Грахово             | 3438                   | 3245                   |
| 12 | Зарічний            | 473                    | 356                    |
| 13 | Іж-Боб'я            | 206                    | 189                    |
| 14 | Каменне             | 435                    | 415                    |
| 15 | Кокшан              | 112                    | 81                     |
| 16 | Котловка            | 272                    | 194                    |
| 17 | Лолошур-Возжі       | 614                    | 548                    |
| 18 | Макарово            | 188                    | 88                     |
| 19 | Мамаєво             | 232                    | 166                    |
| 20 | Марі-Возжай         | 441                    | 376                    |
| 21 | Мещеряково          | 43                     | 29                     |
| 22 | Мішкино             | 190                    | 180                    |
| 23 | Нижні Адам-Учі      | 114                    | 96                     |
| 24 | Нижній Тиловай      | 114                    | 90                     |
| 25 | Нижні Юраші         | 267                    | 199                    |
| 26 | Нижня Сайка         | 15                     | 21                     |
| 27 | Нова Бондюга        | 40                     | 35                     |
| 28 | Новогорське         | 546                    | 458                    |
| 29 | Порим               | 539                    | 521                    |
| 30 | Поршур              | 175                    | 123                    |
| 31 | Руський Куюк        | 55                     | 22                     |
| 32 | Руський Тиловай     | 0                      | 1                      |
| 33 | Руські Адам-Учі     | 11                     | 0                      |
| 34 | Сарайкіно           | 4                      | 2                      |
| 35 | Селянур             | 168                    | 114                    |
| 36 | Слов'янська Слобода | -                      | 0                      |
| 37 | Соловйовка          | 50                     | 44                     |
| 38 | Стара Ігра          | 385                    | 368                    |
| 39 | Старі Ятчі          | 332                    | 243                    |
| 40 | Шарберда            | 43                     | 31                     |
| 41 | Ягі-Каксі           | 162                    | 120                    |

## Соціальна сфера

### Освіта
В 1842 році в селах Грахово та Мещеряково при церквах були відкриті церковно-парафіяльні школи, пізніше відкрились нові в селах Новогорське, Лебедівка, Стара та Верхня Ігра, Котловка. На 1912 рік кількість грамотних збільшилась до 1 000 осіб. Після революції грошей на будівництво нових шкіл не виділялось, тому їх відкривали в будинках розкулачених. На 1940 рік в Граховському районі вже діяло 42 школи (1 середня, 5 семирічних та 36 початкових), в яких навчалось 4377 дітей. З 1950-их років починається зменшення чисельності районі. Як наслідок з 1967 по 1978 роки були закриті школи в селах Архангельське, Козьмодем'янське, Руський Тиловай, Великий Шубер, Батирево, Шарберда, Поршур, Нижні Адам-Учі. 1974 року Граховська середня школа збудувала нове приміщення (старе збудоване 1916 року). В 1978 році статус середньої отримали також школи сіл Верхня Ігра, Новогорське, Старі Ятчі, пізніше — Лолошур-Возжі, Марі-Возжай, Зарічний. У 2003 році збудоване нове приміщення Поримської школи, в 2007 році — в селі Марі-Возжай. Через зменшення чисельності в 2008 році закрились школи в селах Макарово, Велика Єрикса та Мішкино.
У 2008 році нараховувалось 19 шкіл — 7 середніх, 2 основні та 10 початкових. В школах району працювало 185 вчителів та навчалось 1 157 учнів. Удмуртську мову та літературу викладають в 10 школах, марійську мову — в 3 школах, чуваську мову — в одній школі як факультатив, татарську мову — теж в одній школі.

### Релігія
На сьогодні в окрузі діючими церквами є лише 2:
- Христоріздвяна церква в селі Грахово (1850)
- Пророко-Іллінська церква в селі Новогорське (1864)

Також є недіючі церкви, які підлягають ремонту та відновленню:
- Христоріздвяна церква в селі Мещеряково (1847)
- Церква Архангела Михайла в колишньому селі Архангельське (1911)
- Петропавлівська церква в селі Верхня Ігра (1862)
- Іоанно-Предтеченська церква в колишньому селі Козьмодем'янське

## Персоналії
В Граховському районі народилось багато відомих і талановитих людей:
- Ашальчи Окі (Векшина Якилина Григорівна) — перша удмуртська поетеса та лікар. Ашальчи — це удмуртська назва польової квітки, яка квітне ранньою весною — зубрівки духмяної
- Айво Іві (Векшин Іван Григорович) — видатний удмуртський письменник та поет, брат Ашальчи Окі
- Маєв Сергій Олександрович — генерал-полковник, народився в селищі Октябрському (Жирновському), яке нині не існує
- Колпаков Петро Іванович — учасник німецько-радянської війни, призваний з села Грахово, йому надано звання Героя Радянського Союзу. Золоту зірку та орден Леніна йому вручив командувач 1-м Білоруським фронтом маршал Радянського Союзу Г. К. Жуков. Вмер ветеран в 1977 році в селищі Степний Кемеровської області
- Бельський Петро Ілліч — уродженець села Марі-Возжай, удостоєний 3 орденів Слави, ордена Червоної Зірки та медалі «За відвагу»
- Атаманов Михайло Гаврилович — уродженець села Стара Ігра (Вуж Егра) — доктор філології в миру, отець Михайло в Свято-Успенській церкві міста Іжевська, вчений та великий удмуртський просвітник

Вихідцями з Граховського району є декілька спортсменів:
- Гольцов Володимир Гаврилович — автогонщик, брав участь в ралі Париж-Дакар, багаторазовий чемпіон Росії з авторалі
- брати Іван та Михайло Землянови — борці
- Удмуртова Оксана — майстер спорту з легкої атлетики
- Олександр Селіверстов — відомий лижник

5 учасників ВВВ з Граховського району були учасниками Параду Перемоги в Москві:
- Дерягін Василь Єгорович (село Грахово)
- Ковичев Микола Іванович (село Козьмодем'янське)
- Макаров Дмитро Миколайович (село Селянур)
- Мохначев Терентій Іванович (село Котловка)
- Миронов Ілля Іванович (село Велика Єрикса)

У роки другої світової війни широку популярність отримали перший секретар Граховського райкому КПРС П. П. Сисоєв, який надалі очолив Верховну Раду Удмуртської АРСР, орач А. К. Шабаліна, голова колгоспу ім. Куйбишева (село Благодатне) О. С. Смирнов, рядовий колгоспник з колгоспу «Активіст» (село Козьмодемьянське) Ф. І. Байгулов.
Про земляків Граховщини Михайло Козлов написав книгу «Граховський зорепад», де поряд з відомими людьми описано історію і про тітку Анну, яка жертвувала всі свої гроші на відновлення Христоріздвяної церкви в селі Грахово, а сама при цьому жила в невеличкій хатинці з одним віконцем.